# GE Vernova
GE Vernova (tidligere GE Power og  forinden GE Energy) er en amerikansk energiteknikvirksomhed, som udgør et datterselskab til konglomeratet General Electric. Virksomheden satser på bred række af energiteknologier heriblandt grøn energi. Eksempelvis er virksomheden verdens næststørste producent af vindmøller.[kilde mangler]

## Ekstern henvisning
- http://www.gepower.com/businesses/ge_wind_energy/en/index.htm Arkiveret 29. januar 2011 hos  Wayback Machine

| Firma | Spire Denne artikel om et firma eller en virksomhed i USA er en spire som bør udbygges. Du er velkommen til at hjælpe Wikipedia ved at udvide den. |